# Grevillea biternata
Grevillea biternata är en tvåhjärtbladig växtart som beskrevs av Meissn.. Grevillea biternata ingår i släktet Grevillea och familjen Proteaceae. Inga underarter finns listade i Catalogue of Life.